# Бирин (древнерусский город)
Бирин — летописный город Древней Руси, указанный в «Списке русских городов дальних и ближних» как один из городов Киевского княжества под юрисдикцией Великого княжества Литовского. Город и волость упоминаются в целом ряде документов XV и начала XVI веков. Этимология названия неясна, ударение в нём, возможно, падало на второй слог. Город опустел к первой половине XVI века в ходе русско-литовских или русско-крымских войн. Насчёт его расположения существует несколько гипотез. Согласно одной из них, Бирин — это современный город Бурынь в Сумской области, согласно другой — городище в селе Кросна на реке Езуч, согласно третьей — Берлицкое городище в районе нынешних Сум. В пользу этой версии говорит тот факт, что Биринская волость в источниках привязана к окрестностям современных Сум, а Биринская дорога тянулась из Путивля по направлению к Хотмышлю.